# Tercera partició de Polònia

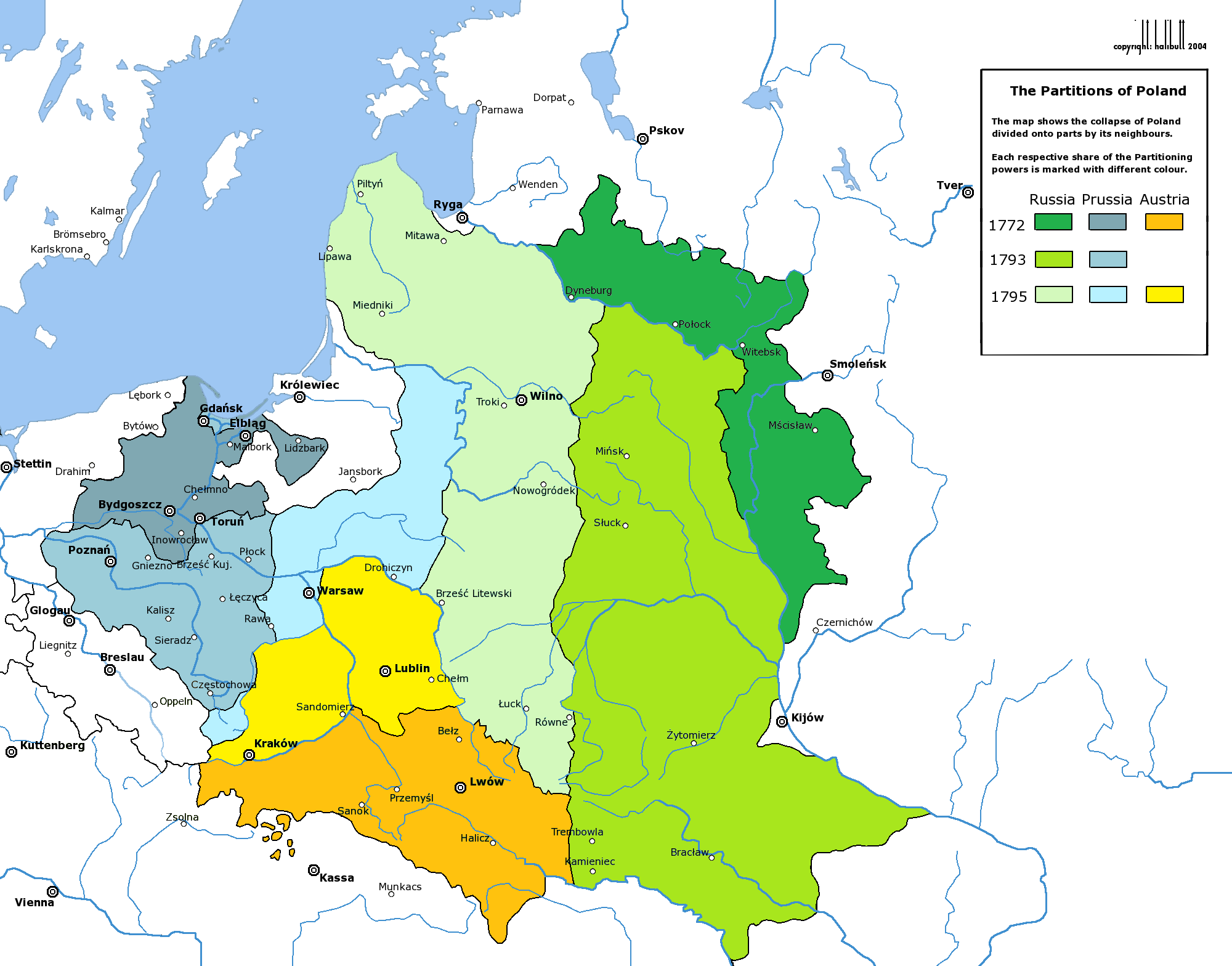
Terres poloneses després de la tercera partició.

La Tercera partició de Polònia va ser l'últim dels successius desmembraments territorials que va patir el regne de Polònia-Lituània a mans dels seus veïns Rússia, Àustria, i Prússia en l'any 1795. Polònia, amb això, desapareixia com a estat independent a Europa fins al 1807, quan es va constituir breument el Gran Ducat de Varsòvia. En extingir-se aquest el 1815, no existirà un estat polonès independent fins al 1918.

## Antecedents
El Regne de Polònia-Lituània es trobava molt debilitat en el terreny polític i econòmic des de principis del segle xviii, després d'una sèrie de desastroses guerres contra Suècia, agreujades pels enfrontaments entre l'aristocràcia local o szlachta i els successius reis, tot i els fallits intents del monarca polonès August el Fort d'imposar l'autoritat reial sobre l'aristocràcia. La creixent debilitat polonesolituana va quedar evidenciada en la Guerra de Successió polonesa de 1773-1738 on Rússia, Àustria, i Prússia van intervenir militarment, i després a la Guerra dels Set Anys on Rússia va forçar Polònia -Lituania a cedir dret de pas a les seves tropes en les seves campanyes bèl·liques contra Prússia.
Els enfrontaments polítics entre la monarquia polonesa i la szlachta van causar que tots dos bàndols busquessin suport financer i militar a les potències veïnes, preferentment a Prússia i Rússia, la qual cosa va afectar la independència del país en augmentar la influència estrangera en assumptes interns. El fet que Polònia-Lituània seguís la regla de la monarquia electiva (on l'aristocràcia triava el rei) dificultava més l'estabilitat política del país i propiciava l'anarquia en l'administració interna.
En 1769 una facció de nobles van fundar la Confederació de Bar en oposició al rei Estanislau II Poniatowski i això va ser vist a Prússia, Àustria i Rússia com una justificació per intervenir militarment a Polònia-Lituània. Davant les tensions austrorusses causades pels triomfs bèl·lics de Rússia sobre l'Imperi Otomà, Frederic de Prússia va proposar que les ambicions de les tres potències es dirigissin a l'afeblida Polònia-Lituània, la qual cosa fou acceptada. Així, en 1772 Àustria, Rússia i Prússia van acordar repartir-se territoris polonesos després d'esclafar l'oposició bèl·lica de la Confederació de Bar.
Després d'aquesta pèrdua, el rei Estanislau II va acceptar emprendre urgents reformes polítiques per enfortir Polònia, però tractant al mateix temps de no retallar privilegis de l'aristocràcia, per la qual cosa aquestes reformes no van tenir eficàcia. Quan en 1791 es va aprovar a Polònia-Lituània la Constitució del 3 de maig per evitar la inestabilitat causada per les ambicions de la szlachta i enfortir l'autoritat central del monarca, els aristòcrates descontents van formar la Confederació de Targowica i es van revoltar per preservar els seus privilegis, tot demanant suport a Rússia.
Com a resultat va esclatar la "Guerra en defensa de la Constitució" on a una guerra civil polonesa es va sumar la intervenció russa en suport de la facció més conservadora; aquesta lluita va culminar quan el mateix rei Estanislau II va acceptar les pressions de l'aristocràcia pro-russa i després de celebrar un Sejm (parlament) a Grodno al setembre de 1793, va acceptar anul·lar la Constitució del 3 de maig, a més d'obligar-se a no concloure pactes ni aliances sense autorització russa, donar dret de trànsit i aquarterament de tropes russes a Polònia-Lituània, i cedir nous territoris a Rússia. Al seu torn, Rússia va admetre atorgar territoris occidentals polonesos a Prússia per calmar les inquietuds de la cort prussiana.

## Larevolta de Kosciuszko

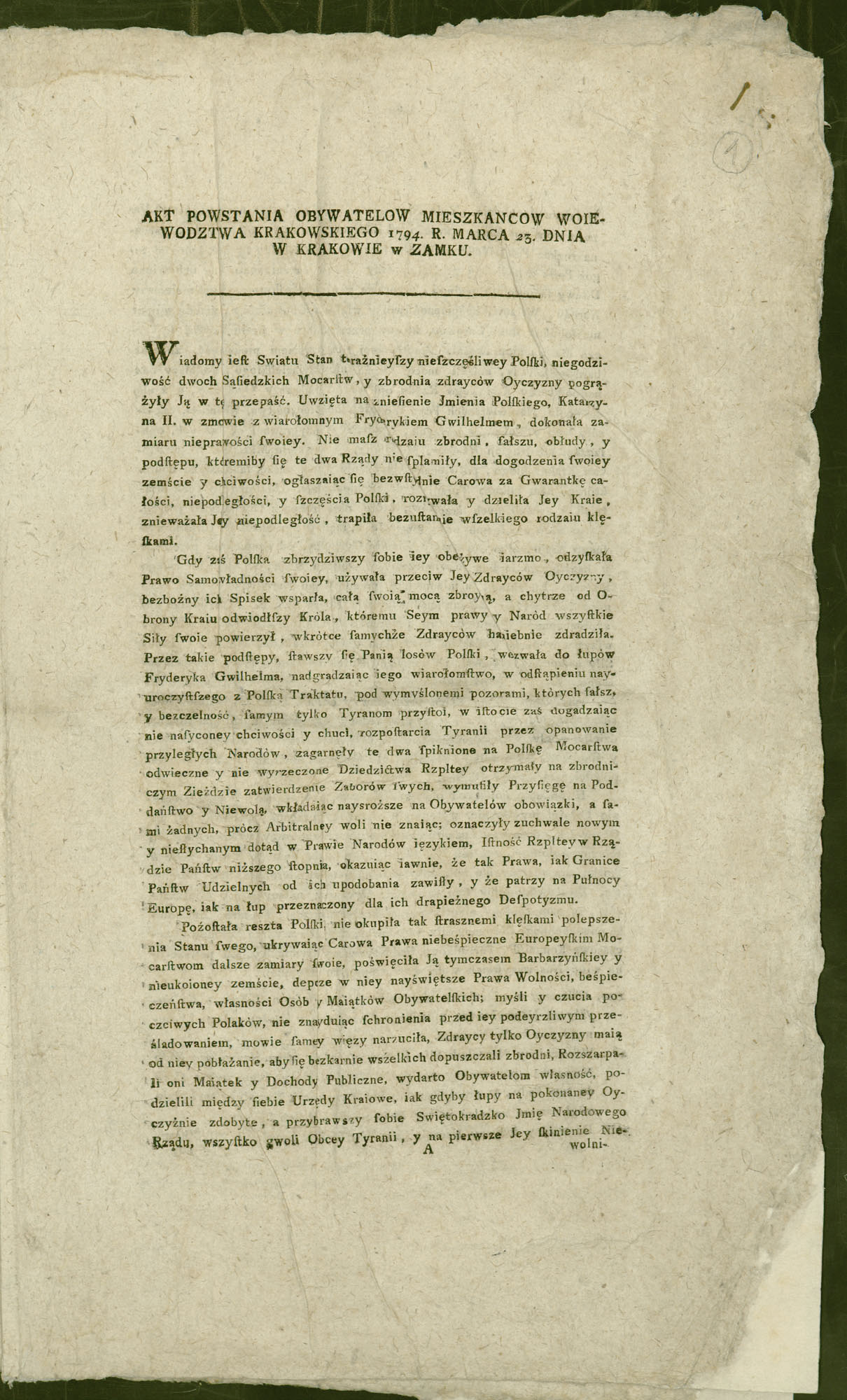
Manifiest de la revolta de Kościuszko, març de 1794

Els polonesos van intentar mantenir la seva independència, mentre els aristòcrates de la Confederació de Targowica estaven desil·lusionats perquè Rússia havia aprofitat la derogació de la Constitució del 3 de maig per annexar-se nous territoris, en contra de la promesa feta pels ambaixadors russos al rei Estanislau II. A l'abril de 1794 els governs de Prússia i Rússia van ordenar que l'exèrcit polonès reduís els seus efectius a la meitat, i lliurés l'altra meitat de les tropes als exèrcits rus i prussià per al seu enrolament en aquests. Davant d'això, un regiment de soldats polonesos es va revoltar a Ostrołęka i aquest esdeveniment va causar una revolta generalitzada a Polònia contra les guarnicions russes i prussianes que havien estat acantonades en territori polonès de manera permanent des de 1793. Tadeusz Kościuszko va dirigir les tropes poloneses en un esforç per restablir la plena independència del país i també estimular reformes polítiques, per a això va concebre la idea de proclamar la fi de la servitud camperola. Aquest pla serviria per reclutar més tropes, unir la gran massa de camperols al moviment nacionalista (davant del qual havien mostrat indiferència en el passat), i eliminar distincions socials que puguin ser explotades per russos i prussians. No obstant això, el seu esforç va fracassar, atès que molts aristòcrates es van negar a aquesta concessió, mentre que la por a les idees de la Revolució Francesa causava que l'aristocràcia polonesa més reaccionària preferís acceptar la dominació russa abans que les reformes proposades per Kościuszko .
Kościuszko i els seus aliats van declarar igualment que el seu objectiu final era restablir la independència de Polònia sota els principis de la Constitució de 1791, la qual cosa significava que no es proposaven restaurar els privilegis que tenia la szlachta en el règim anterior, fet que precipitava novament la pèrdua de suport entre la gran noblesa, que va refusar donar suport a la revolta. De la mateixa manera, la revolta aquesta vegada es va estendre a Lituània, on l'aristocràcia local va manifestar el seu rebuig a l'ocupació militar russa i va expulsar les seves guarnicions de Vílnius i Kaunas, mentre els rebels polonesos havien ofert reduir la preponderància de Polònia en l'esquema de la República de les Dues Nacions i augmentar la importància política dels lituans.
Les forces poloneses van contenir inicialment la invasió prussiana als afores de Varsòvia, però no estaven en condicions de vèncer un atac simultani de tropes russes; tot i aconseguir inicials èxits contra els prussians, els rebels polonesos es trobaven amb grans dificultats per continuar la resistència contra enemics molt superiors en nombre i armament, mentre que les tropes regulars poloneses es trobaven bastant debilitades des de la Guerra russopolonesa de 1792 i lluitaven a més contra l'oposició de gran part de la szlachta.
A inicis de setembre de 1794 les tropes poloneses van començar a ser vençudes per les forces superiors en nombre del general rus Aleksandr Suvórov, que va prendre Varsòvia al novembre de 1794, amb la qual cosa posava fi a la revolta. Simultàniament. Al mateix temps, tropes prussianes van retornar a sòl polonès, reforçades en homes i material, per recuperar les seves posicions perdudes; davant la impossibilitat de seguir la resistència després de la caiguda de Varsòvia, els rebels polonesos van capitular.

## Termes de la partició final
A l'octubre de 1795 es van subscriure els últims acords entre Rússia i Prússia per disposar una tercer repartiment de Polònia i Lituània, en virtut del qual la República de les Dues Nacions deixava d'existir; es va considerar innecessari reunir un Sejm en tenir per endavant planejada l'extinció de Polònia-Lituània. Les negociacions es van realitzar a Sant Petersburg i van ser marcades per disputes entre Àustria i Prússia, fins que es va arribar a un acord final el 1796. Segons els termes pactats, Rússia ocupava tota la resta de Belarús encara sota domini polonès, i se li atorgava la plana central polonesa, amb les regions de Masòvia, Polèsia, i Podlàquia; Rússia també es va apoderar de la totalitat de Lituània i va fixar la frontera dels seus nous dominis fins al riu Neman.
El Regne de Prússia es va annexar els territoris encara lliures de la Gran Polònia juntament amb Łódź, Varsòvia, i els seus voltants, mentre va confirmar el seu domini sobre el litoral de Pomerània. En el mateix tractat es va pactar evitar conflictes amb Àustria, tot reconeixent a aquesta la possessió sobre la totalitat de les províncies poloneses de Galítsia i la Petita Polònia, incloent com a possessió austríaca la ciutat de Cracòvia.

## Conseqüències
Estanislau II va ser forçat a abdicar sense designar successor i va marxar exiliat a Rússia, on va residir en un palauet de Sant Petersburg fins a la seva mort en 1798. Els aristòcrates que s'havien negat a donar suport la revolta de Kosciuszko van conservar els seus béns i privilegis com a súbdits russos, mentre que es van expropiar els béns dels que van donar suport a la revolta. Caterina II morí l'any següent. L'emperador romanogermànic i el rei de Prússia serien a partir d'aleshores aliats contra la França revolucionària. Un cos militar polonès anomenat "legions poloneses", s'uní al Primer Imperi Francès, enemiga de tots els països que havien pres part en les particions. Malgrat la creació el repartir-se Polònia entre ells. El ducat de Poznań i la Prússia occidental van anar a Prússia, Galítsia va anar a l'Impreri Austrohongarés i Cracòvia va esdevenir ciutat lliure. Hi coexistien contrades de llengua polonesa, lituana, belarussa, rutena i ucraïnesa.